# لی فلین
لی فلین (انگلیسی: Lee Flynn؛ زادهٔ ۴ سپتامبر ۱۹۷۳) بازیکن فوتبال اهل بریتانیا است.
از باشگاه‌هایی که در آن بازی کرده‌است می‌توان به باشگاه فوتبال هندون، باشگاه فوتبال سادبوری، باشگاه فوتبال تاروک، باشگاه فوتبال رومفورد، باشگاه فوتبال استیونج، باشگاه فوتبال داگنم و ردبریج، باشگاه فوتبال بارنت، باشگاه فوتبال گرایس اتلتیک، و باشگاه فوتبال سنت آلبنز سیتی اشاره کرد.